# Thomas Mason (azienda)
La Thomas Mason è una azienda fondata nel 1796 a Nelson (Regno Unito) dall'imprenditore tessile Thomas Mason.

## Storia
Il marchio divenne nel XIX secolo un punto di riferimento dell'Inghilterra vittoriana per quanto riguarda la moda maschile. Durante la prima guerra mondiale, l'azienda sviluppò un particolare tipo di tute in cotone resistente all'acqua, impiegate poi dai piloti della Royal Air Force.
Nel 1936, diventa fornitrice esclusiva di Turnbull and Asser, il camiciaio della Famiglia Reale britannica.
Nel 1992, il marchio viene rilevato dall'azienda tessile italiana Cotonificio Albini.